# Louis Hippolyte Leroy
Louis Hippolyte Leroy (1763 - 1829) fue un comerciante de moda francés, fundador de la Casa Leroy, una de los principales y más exitosos establecimientos de moda de París durante el Primer Imperio a principios del siglo XIX. Fue el proveedor favorito de vestidos y complementos de moda de la emperatriz Josefina de Beauharnais. Igualmente recibió pedidos de otras cortes reales y principescas europeas, a principios del siglo XIX.

Louis Hippolyte Leroy era hijo de un operario de la Ópera de París. Comenzó su carrera como peluquero en la corte de Versalles, después de un aprendizaje con el peluquero de la ópera.

## Leroy y la emperatriz Joséphine
En 1804, Louis Hippolyte Leroy recibió el encargo para la confección del traje de Josefina de Beauharnais y su séquito para la coronación del emperador. Según Imbert de Saint Amand, "Leroy, que hasta entonces sólo había sido comerciante de moda, decidió, para la ocasión, dedicarse a la costura, con la colaboración de Madame Raimbaud, una famosa modista de la época". Leroy "no era un diseñador, sino que hacía ejecutar perfectamente los modelos que le proporcionaban artistas especializados en esta forma de creación, como Louis-Philibert Debucourt, Jean-Baptiste Isabey y Auguste Garneray.
Louis Hippolyte Leroy se convirtió en el proveedor oficial de la emperatriz francesa y de muchas otras cortes europeas. En seis años, facturó más de la mitad de los 1.500.000 francos que Josefina gastó en su cuidado personal. En 1813, Joséphine debía 152.000 francos a su taller de costura.